# Agrostis tibestica
Agrostis tibestica là một loài thực vật có hoa trong họ Hòa thảo. Loài này được Miré & Quézel mô tả khoa học đầu tiên năm 1959.